# 赫里德瓦爾集會仇恨言論事件
2021年12月，印度教苦行僧在印度北阿坎德邦的赫里德瓦尔舉行舉行了名為Dharma Sansad的宗教集會，集會上印度教宗教領袖發表了針對穆斯林仇恨言論，呼籲為「保護印度教」對穆斯林進行種族滅絕，又指印度前總理曼莫漢·辛格應該要被殺死。莫迪政府對此事件的冷漠態度受到了印度社會各界的譴責。

## 事件
Dharma Sansad宗教集會由 一個Yati Narasighanand的組織舉辦，於2021年12月17日至19日期間舉行。會議的主題是「Islamic Bharat mein Sanatan ka Bhavishya（伊斯蘭代的印度下印度教的未來）」，參加集會的講者幾乎都是穿著藏紅花色長袍的印度教苦行者。在印度次大陸的歷史裡，至少從七世紀開始印度教裡的禁慾主義者經常與好戰及暴力綁定，他們在18至19世紀被英國人控制為其效命。印度教民族主義組織国民志愿服务团（及Vishwa Hindu Parishad (VHP) 在 1960 年代開始與苦行僧團建立聯繫。在1980年代，100 名 VHP 成員以“保護文化”的名義在哈里瓦接受了禁慾主義。

## 演講
在集會上，許多發言者呼籲殺害少數民族，還呼籲攻擊他們的宗教場所，特別是穆斯林。具有極右派國民志願服務團背景的帕博達南吉里（Prabodhanand Giri）禁慾主義者，要求印度教徒仿效緬甸針對羅興亞穆斯林的暴力行為，他稱之為 safai abhiyan（清潔驅動），暗示著要進行種族清洗。帕博達南吉里與北方邦首席部長約吉·阿迪亞納斯 (Yogi Adityanath)有聯繫，他第二天在接受NDTV新聞採訪時，他說他堅持自己所說的話，並斷言他不怕警察。
印度教民族主義政黨Hindu Mahasabha的總書記薩德維·安納布爾納峰（Sadhvi Annapurna），在會上公開呼籲殺害穆斯林，她說 ︰“如果我們中的 100 人準備好殺死其中的 200 萬人，那麼我們將獲勝並使印度成為一個印度教國家”。在接受NDTV新聞採訪時，她也說她不怕警察。
另一位名為Swami Anandswaroop的演講者告訴人們不要在赫里德瓦爾慶祝聖誕節， 他還呼籲禁止赫里德瓦爾的穆斯林小販。 他表示政府必須遵守 Dharm Sansad 的裁決，因為這是“上帝的話語”。 否則，它將發動一場類似於1857年針對英屬印度政府的印度叛亂。

## 宣誓
大約在赫里德瓦爾會議的同一時間，由瑜伽士阿迪亞納特 (Yogi Adityanath) 創立的 Hindu Yuva Vahini 組織的成員在德里會面，在場的數百名成員以納粹式敬禮舉起雙手宣誓，高呼：“我們下定決心，即使直到最後一口氣：我們也會使印度成為一個印度教國家，並保持它是一個只有印度教的國家。我們將戰鬥到底及奉上生命，我們也會殺人(穆斯林)。” 。宣誓儀式由印度的右翼新聞頻道 Sudarshan News 主編蘇雷什·查漢克（Suresh Chavhanke）主持。 然後他在推特上向他的 50 萬粉絲發布了這一段宣誓視頻。

## 反應

### 國際
曾成功預測1994年盧旺達種族滅絕事件、種族滅絕觀察組織創始人格雷戈里·斯坦頓譴責了仇恨言論，並表示印度即將發生針對穆斯林的種族滅絕。 他要求美國國會通過一項決議，警告印度不要對穆斯林進行種族滅絕.。